# زرعين

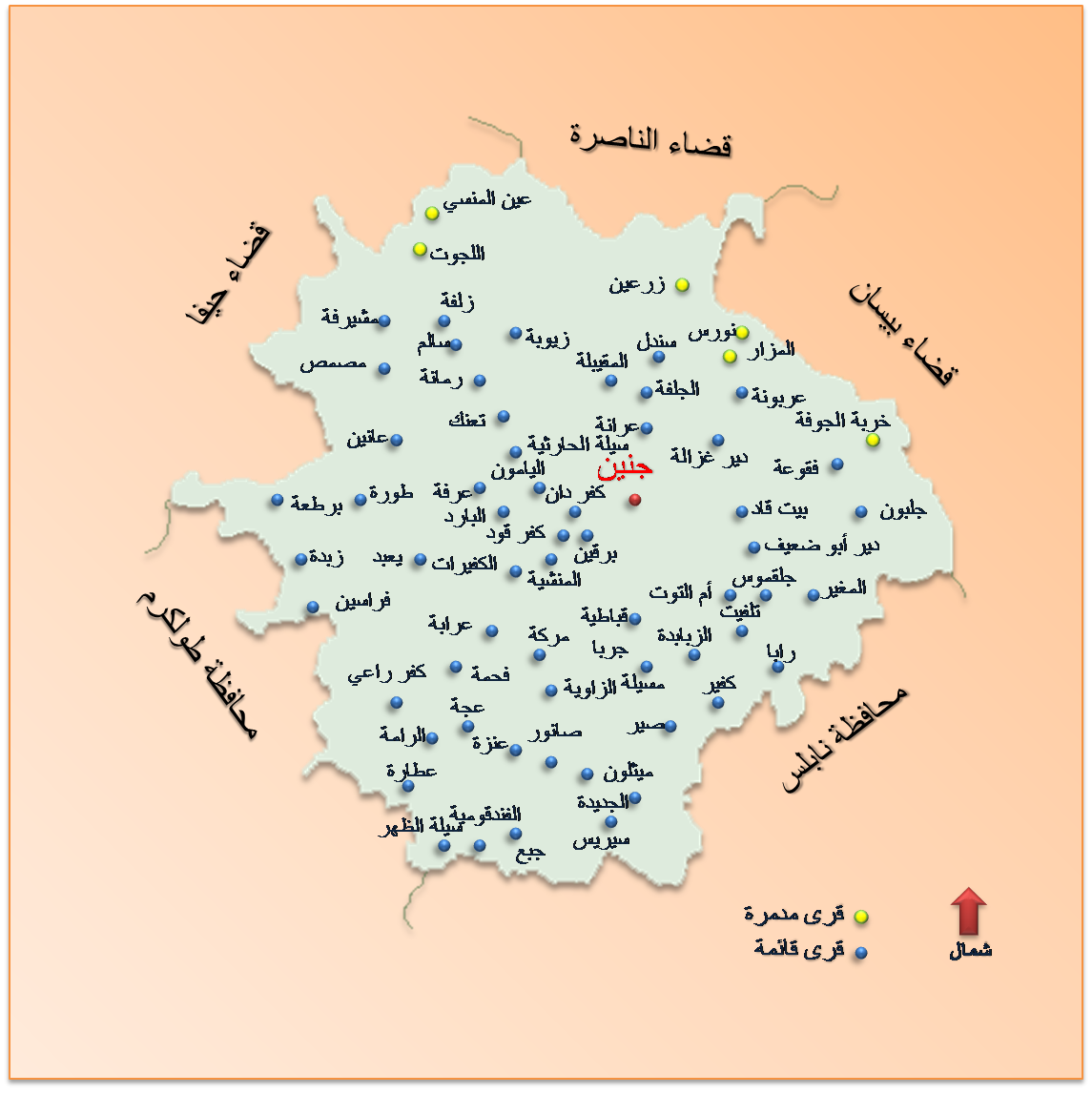
زرعين أحد قرى قضاء جنين

زرعين كانت قرية فلسطينية تقوم على بقعة (يزراعيل) الكنعانية إلى الشمال من مدينة جنين، وتبعد عنها 11 كم. وترتفع عن سطح البحر 100 متر. تبلغ مساحة أراضيها 23,920 دونماً ويحيط بها قرى نورس والمزار. قدر عدد سكانها في عام 1922 (722) نسمة وعام 1945 حوالي (1420) نسمة. قامت المنظمات الصهيونية المسلحة بهدم القرية وتشريد أهلها البالغ عددهم عام 48 (1464) نسمة. وكان ذلك في 28-5-1948، وعلى أنقاضها أقام الصهاينة مستعمرة (يزراعيل) عام 1948. ويبلغ مجموع اللاجئين من هذه القرية في عام 1998 حوالي (10116) نسمة. في عام 1933، أقيمت على أراضي تابعة للقرية مستوطنة «أفيتال».

## أصل تسميتها
تُشتق من جذر كنعاني شائع يعني «يزرع»، ويترجم لفظ يزرعيل بالعبرية على أنه «الله يهب زرعاً» والاسم العربي «زرعين» له معنى مماثل.
وقد أطلق عليها الصليبيون اسم «le Petit Gerin» أي «جنين الصغيرة»، لتمييزها عن جنين التي أطلقوا عليها اسم «le Grand Gerin». وفي الأدب اللاتيني في ذلك الوقت كان يطلق عليها اسم «عزرائيل» أو «يزرعيل»"" أو «جنين الصغرى» (باللاتينية: Parvum Gerinum) أو «زارعين».

## تاريخها

### العصرين البرونزي والحديدي
عُرفت زرعين على أنها مدينة كنعانية باسم يزراعيل والتي وردت في الكتاب المقدس.

### العصور الصليبية
بقي مبنى مقبب ومباني أخرى من قلعة كانت لفرسان المعبد بحلول ثمانينيات القرن الحادي عشر. وقد أرسل صلاح الدين الأيوبي مناوشون خلال معركة الفولة، للإغارة على زرين، والتي كانت تحت سيطرة الصليبيين في أكتوبر 1183. ومر صلاح الدين الأيوبي وقواته الأيوبية بالقرية في طريقهم إلى نابلس في سبتمبر 1184.

### العصر المملوكي
هزم السلطان المملوكي قطز المغول في معركة عين جالوت في 1260، في موقع غرب زرعين. بعد سيطرة المماليك على المنطقة في أواخر القرن الثالث عشر. وبعد المعركة أمر بيبرس بتجديد مسجد القرية. وفي العهد المملوكي كانت القرية إحدى محطات الطريق البريدي بين جنين وإربد.

### العصر العثماني
أصبحت زرعين تتبع الدولة العثمانية مع بقية فلسطين في 1517. وخلال القرنين السادس عشر والسابع عشر، كانت تابعة لإمارة طرباي (1517-1683)، التي ضمت أيضاً مرج بن عامر، وحيفا، وجنين، ووادي بيت شآن، وشمال جبل نابلس، وبلاد الروحة، والجزء الشمالي من سهل شارون.
كانت زرعين جزءاً من ناحية جنين في 1596، وهي جزء من سنجق اللجون. وكانت مجرد قرية تسكنها 4 أسر مسلمة، وتدفع نسبة ضريبية ثابتة قدرها 25% على القمح والشعير وخلايا النحل والماعز؛ ما مجموعه 5000 آقجة. كانت القرية على الأرجح تحت سيطرة قبيلة آل طرباي خلال القرنين السابع عشر والثامن عشر، وهي قبيلة عربية حكمت جزءاً من شمال فلسطين نيابة عن العثمانيين في ذلك الوقت. وفي 1799، أسمى بيير جاكوتين القرية «زيزين» على خريطته خلال الحملة الفرنسية على مصر وسوريا.
قال إدوارد روبنسون إن زرعين كانت تحتوي على حوالي 20 منزلاً في 1838.
وأدرج الإحصاء العثماني القرية في ناحية شفا قبلي في 1870/1871 (1288 هـ).
وجد المسح الذي أجراه صندوق استكشاف فلسطين لغرب فلسطين في 1882، أن زرعين تتألف من حوالي ثلاثين منزلاً، تعيش أبرز عائلة فيها في منزل عالي يشبه البرج في وسط القرية. وهناك نبع وبئر يزودان زرعين بالمياه. وأسس العثمانيون مدرسة للبنين في القرية.

### الانتداب البريطاني

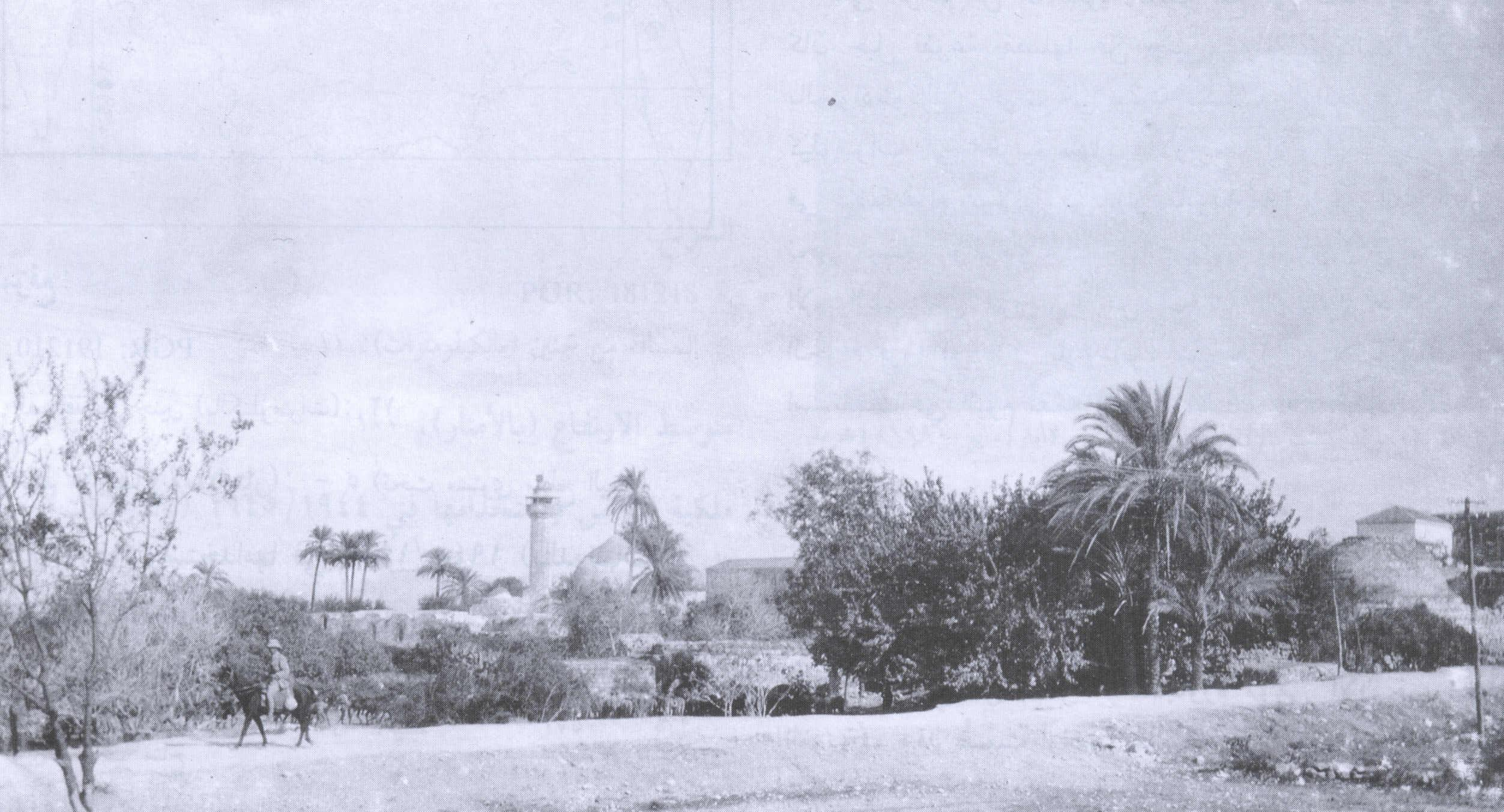
منظر عام لزرعين ومسجدها في الخلفية، 1918

بلغ عدد سكان زرعين 727 نسمة في تعداد فلسطين لعام 1922، الذي أجرته سلطات الانتداب البريطاني. 723 مسلماً و4 مسيحيين، وكان جميع المسيحيين الأربعة من الأرثوذكس. ارتفع هذا العدد إلى 978 نسمة في تعداد 1931، منهم 975 مسلماً و3 مسيحيين، يقيمون في 239 منزلاً مأهولاً.
كانت زرعين مسقط رأس محمود سليم، من زعماء ثورة 1936-1939 في فلسطين، في أوائل القرن العشرين. بُنيت غالبية منازل القرية من الطين وتركزت معاً، ومع ذلك جرى توسيع أيضاً بناء المنازل وتجديدها. كان المركز التجاري لزرعين يتألف من مسجد بيبرس والسوق والمدرسة العثمانية. كان السكان يزرعون الحبوب والفواكه والخضروات بالأساس.
بلغ عدد السكان 1,420 نسمة في إحصاءات عام 1945، جميعهم مسلمون، بمساحة إجمالية قدرها 23,920 دونماً. في 1944/1945، خُصص ما مجموعه 22.595 دونماً من أراضي القرية للحبوب، في حين خُصص 81 دونماً للمناطق المبنية (الحضرية).

### حرب 1948

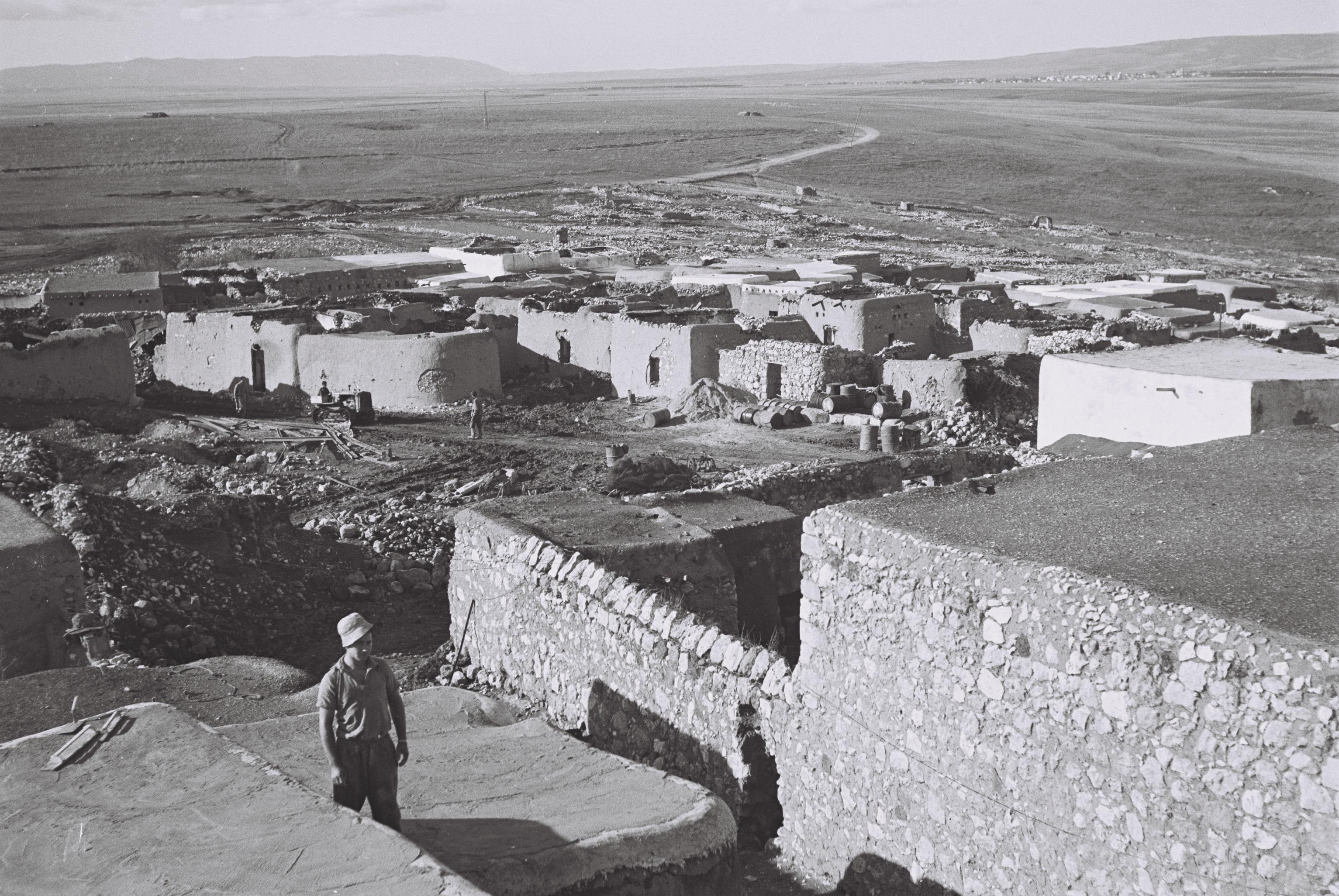
زرعين عقب احتلالها في 30 يناير 1949

أفاد المدافعون عن زرعين من جيش الإنقاذ العربي في مارس 1948 قبل الحرب العربية الإسرائيلية 1948،أن الهاغاناه حاولت عدة مرات الاستيلاء على القرية، لكن هجماتها توقفت لمدة عشرة أيام بعد خسائر فادحة. وفي 19 أبريل، استولت على زرعين لفترة وجيزة، وصدرت أوامر بتدمير معظم منازل القرية، في حين كان من المقرر استخدام الباقي لإيواء القوات الصهيونية.
وكانت زرعين، التي يسيطر عليها جيش الإنقاذ العربي، تقع في موقع قيادي استراتيجي يطل على مدينتي العفولة وبيسان. اقتنع الصهاينة بضرورة الاستيلاء على زرعين خشيةً من تشكيل القوات العراقية في جسر المجامع في الشرق وجنين في الجنوب «رأس حربة» والاستيلاء على وادي بيسان ومرج ابن عامر. وبعد قصف بقذائف الهاون لتخفيف دفاعاتها، استولت الكتيبة 13 من لواء غولاني على القرية في 28 مايو دون «مقاومة تذكر». فرت النساء والأطفال قبل أسابيع من سقوطها، كما هجر سكان نورس والمزار القريبين قراهم بعد انتشار أنباء الاستيلاء عليها. وحاول جيش الإنقاذ العربي استعادة زرعين بعد يومين دون جدوى.
كان الجيش العراقي المتمركز في جنين ينوي استعادة القرية في 10 يوليو، لكنه لم يتمكن من اختراق الخطوط الإسرائيلية، وتلاها محاولة أخرى فاشلة في 19 يوليو، بعد الهدنة الثانية للحرب. ورُسم خط الهدنة النهائي إلى الجنوب من زرعين.

### المستعمرات الإسرائيلية
ضُمت المنطقة إلى دولة إسرائيل في أعقاب الحرب. أُنشئ كيبوتس يزرعيل في الجانب الشمالي الغربي من زرعين في أغسطس 1948. كما أن مستعمرة أفيتال بنيت في 1933 على أراض كانت تقليدياً تابعة للقرية.

## بيت البرج

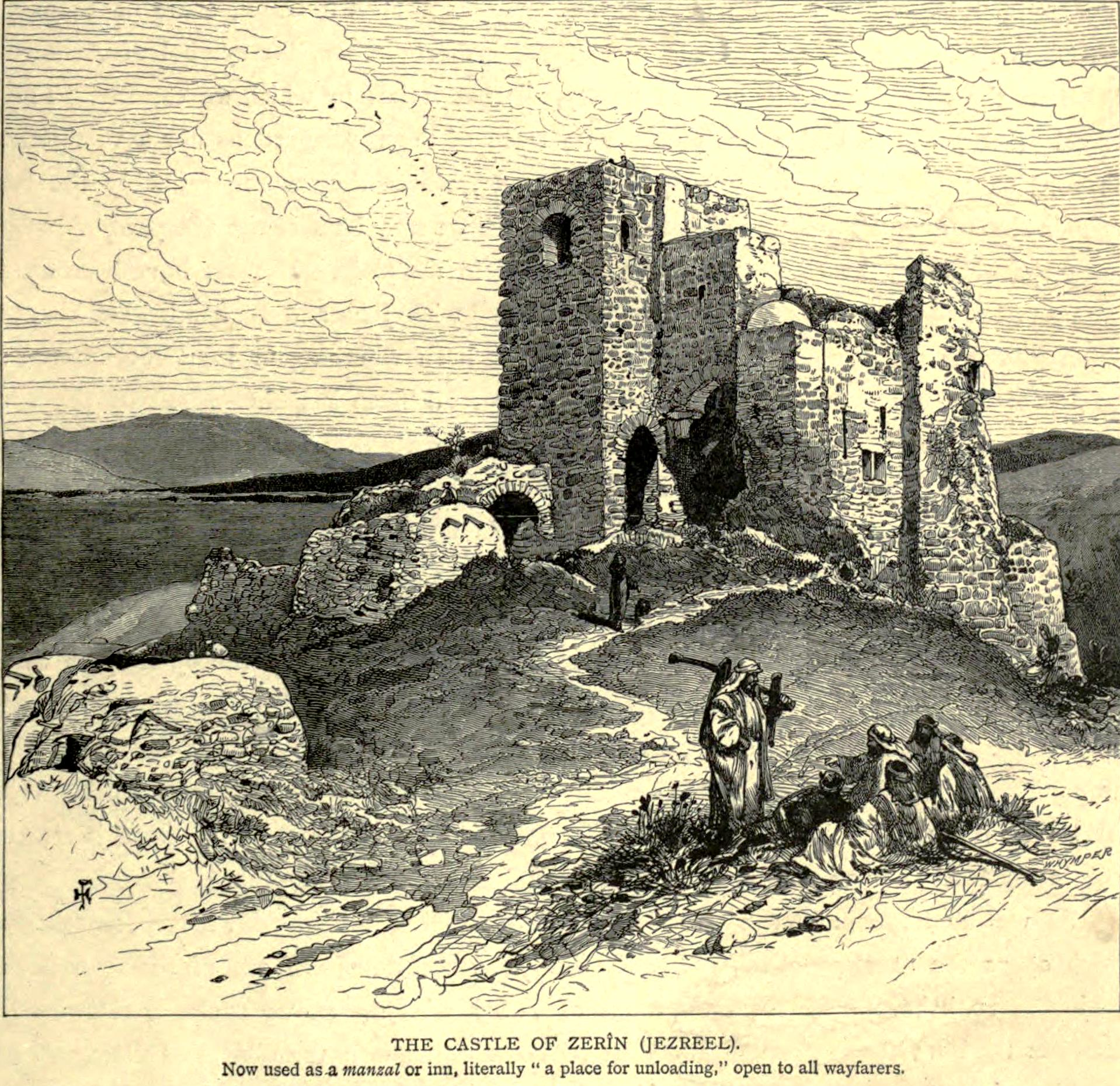
بيت البرج، أوائل ثمانينيات القرن التاسع عشر

وُصف هذا البرج بأنه قلعة زرعين في القرن التاسع عشر، والتي كانت تستخدم كنزل للمسافرين. زار ممثل متحف الآثار الفلسطيني، السيد الحسيني، بزيارة زرعين في 1941، وأشار إلى: «جنوب شرق الكنيسة في زقاق جزء من جدار طوله حوالي 8 أمتار مع مدماكين خشنين من البناء.. داخل منزل عبد الكريم عبد الهادي في ساحة مفتوحة، يمكن رؤية المزيد من أساسات البناء في قبتين من العصور الوسطى تُعرفان باسم العقود». يعتقد دينيس برينجل أن الأقبية جزء من القلعة الصليبية المدمرة، ولكن وفقاً لأندرو بيترسن، فمن الممكن أنها ترجع إلى العصر المملوكي. كما يشير بيترسن، الذي عاين المكان في 1994، إلى أن مظهر المبنى يدل على أنه شُيد على مدى فترة طويلة من الزمن.

## الموقع
تقع زرعين على هضبة قبالة جبل جلبوع، ولم تكن أعلى بكثير من مرج بن عامر المحيط بها من الجانبين الجنوبي والغربي، حيث يبلغ متوسط ارتفاعها 100 م (330 ق) فوق مستوى سطح البحر. ويحدها من الشمال والشرق وادي جالوت. وهي تقع على بعد 11 كم (6.8 ميل) شمال مدينة جنين، وكانت في أقصى شمال محافظة جنين، وبجانب طريق جانبي يربط بين طريقين سريعين؛ إحداهما باتجاه جنين، والأخرى باتجاه بيسان.
وشملت المناطق القريبة نورس إلى الجنوب الشرقي، وصندلة إلى الجنوب، وزبوبا إلى الجنوب الغربي، وسولم إلى الشمال، وقومية إلى الشمال الشرقي. وبلغت مساحتها 23,920 دونماً في 1945. وخُصصت معظم أراضي القرية (20,964 دونماً) للحبوب، في حين بلغت المساحة المبنية في زرعين 81 دونماً.

## التركيبة السكانية
بلغ عدد سكان زرعين 22 نسمة لعام 1596 حسب السجلات العثمانية. في 1922، سجل مسح الانتداب البريطاني أن عدد السكان بلغ 722 نسمة، وارتفع إلى 978 في تعداد 1931. بحسب المسح السكاني الذي أجراه سامي هداوي، بلغ عدد سكان زرعين 1,420 نسمة، بزيادة قدرها 1.5% تقريبًا منذ 1931. وكان جميع السكان مسلمين. بلغ عدد اللاجئين من زرعين وأحفادهم 10,116 في 1998.

## الوضع الاجتماعي قبل 1948
كان مجتمع زرعين زراعياً بامتياز وقد استقطبت فلاحي جنين للعمل فيها.[بحاجة لمصدر] وامتازت عن كثير من القرى بوجود «شيخ بلد» فيها، وهذا المنصب عادة ارفع من المختار وكان يتولى شؤون القرية مع القرى الأخرى وقد عرف بهذا حسن الحاج إبراهيم والذي كان أيضاً أحد مختاري زرعين.[بحاجة لمصدر] وكانت هناك الدواوين التي اعتاد الناس السهر فيها والاجتماع للتشاور في الأمور المهمة بالإضافة لاستقبال الضيوف، وقد كان لكل عائلة شهيرة ديوان أو ديوانان ومن أهم تلك الدواوين:
- ديوان الحاج عبد الله كرم (أصلهم زيود من السيله)
- ديوان الحاج عبد الله الشلبي.
- ديوان محمد العبدالخليل (من لحلوح عرابة).
- ديوان الحاج عبد الرحمن النشرتي.
- ديوان الحاج عبد اللطيف الحاج إبراهيم.[بحاجة لمصدر]

## القرية اليوم
لم يبق سوى بناء واحد متداع، بينما اكتسحت الأعشاب البرية والأشواك ونبات الصبّار الموقع. ويتخلل ذلك كله أكوام من الحجارة ظاهرة للعيان. وقد أٌنشئ في الموقع نصب تذكاري إسرائيلي محفوف بالأشجار. وبقيت إحدى الآبار قائمة. وينبت الكثير من الصبّار وشجر الرمان على مشارف القرية. أمّا الموقع نفسه، والأرض الجبلية المحيطة به، فيُستعملان مرعى للمواشي، في حين يزرع الإسرائيليون أراضي المنحدرات، ومن أشهر عائلاتها: الحاج إبراهيم، النشرتي، أبو سرية، الشلبي، لحلوح (واصلهم من عرابة)، الفايد، مطاحن، أبو حلاوة، عامر، مقصقص، جبر.[بحاجة لمصدر]